# Le Tronquay (Eure)
Le Tronquay ist eine französische Gemeinde mit 525 Einwohnern (Stand: 1. Januar 2022) im Département Eure in der Region Normandie (vor 2016 Haute-Normandie). Sie gehört zum Arrondissement Les Andelys und zum Kanton Romilly-sur-Andelle. Die Einwohner werden Tronquois genannt.

## Geographie
Le Tronquay liegt etwa 31 Kilometer östlich von Rouen. Umgeben wird Le Tronquay von den Nachbargemeinden La Haye im Norden, La Feuillie im Norden und Nordosten, Lorleau im Osten und Südosten, Lyons-la-Forêt im Süden, Les Hogues im Südwesten und Westen, Vascœuil im Westen sowie Croisy-sur-Andelle im Nordwesten.

## Bevölkerungsentwicklung
| Jahr                       | 1962 | 1968 | 1975 | 1982 | 1990 | 1999 | 2006 | 2019 |
| Einwohner                  | 464  | 392  | 403  | 372  | 410  | 391  | 469  | 516  |
| Quellen: Cassini und INSEE |      |      |      |      |      |      |      |      |

## Sehenswürdigkeiten

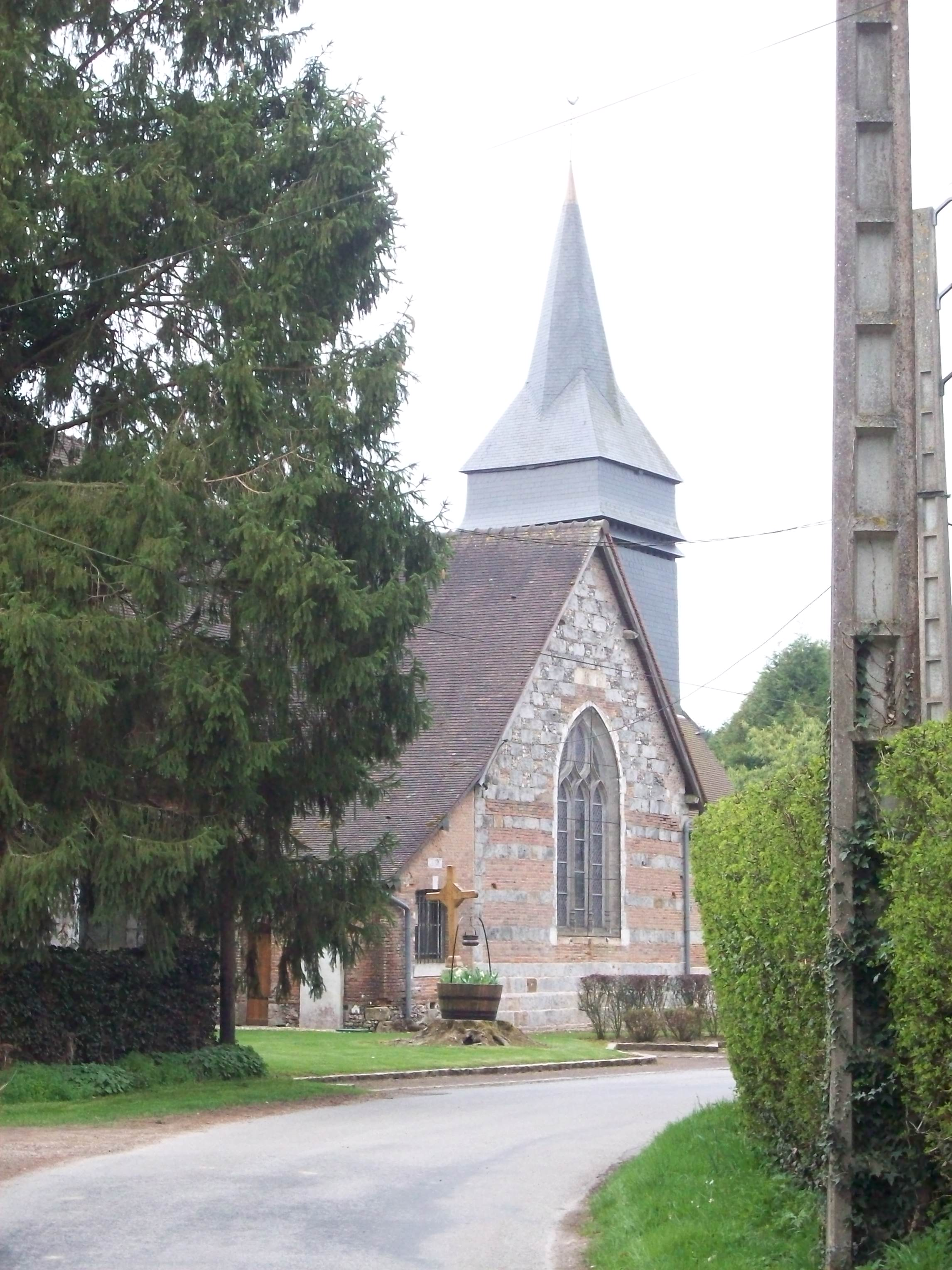
Kirche Saint-Ouen
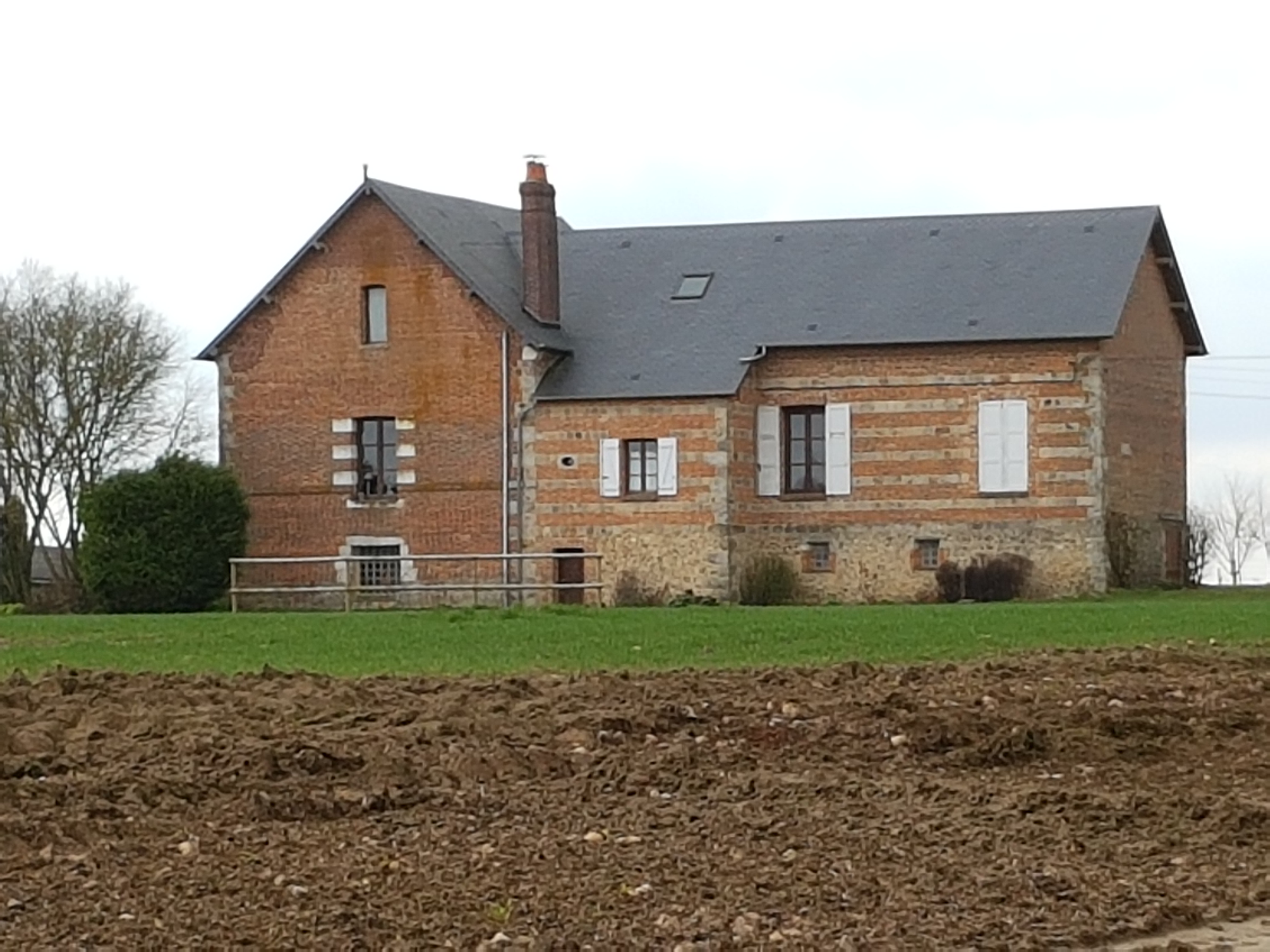
Herrenhaus La Garenne
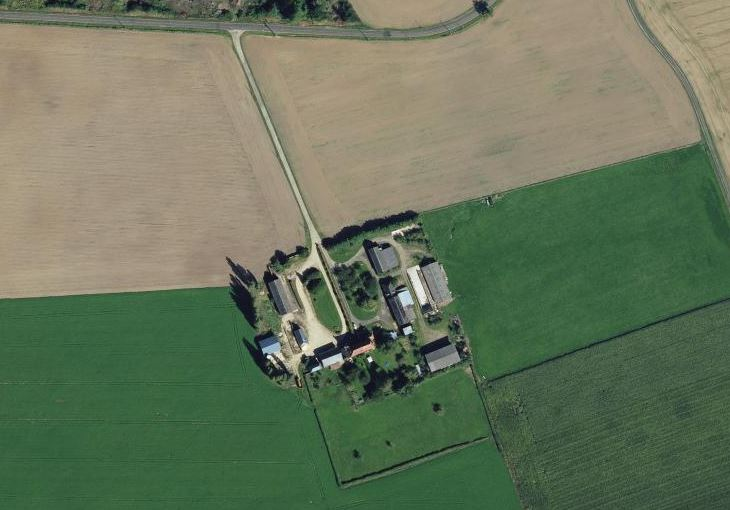
Herrenhaus Les Brûlins

- Kirche Saint-Ouen
- Herrenhaus La Garenne
- Luftbild des Herrenhauses von Les Brûlins